# كرة القدم في أذربيجان
كرة القدم في أذربيجان (بالأذرية: Azərbaycanda futbol) (بالإنجليزية: Football in Azerbaijan)‏؛ هي الرياضة الأكثر شعبية، تُنظم من قبل اتحاد أذربيجان لكرة القدم، المعني بإدارة شؤون بطولات دوري المحترفين، الدوري الممتاز ومنتخب أذربيجان لكرة القدم.
يُنافس المنتخب الوطني الأذري - على الصعيدين العام والشباب - في جميع البطولات المُنظمة من قبل الاتحاد الدولي لكرة القدم والاتحاد الأوروبي لكرة القدم. يُعد نادي نيفتشي باكو أحد الأندية الأذرية الرائدة في الدوري السوفيتي الممتاز لكرة القدم، حيث نافس في عدد من بطولات الأندية الأوروبية، بينما اشتهر من بين اللاعبين الأذريين اللاعب السوفيتي أناتولي بانيشفسكي، الذي كان ضمن منتخب الاتحاد السوفيتي لكرة القدم، وقد وصل إلى الدور نصف النهائي في كأس العالم 1966. من جانب آخر يُعد الحكم الأذري توفيق بهراموف أسطورة كرة القدم الأذربيجانية، وكان الحكم المُساعد في المبارة النهائية لكأس العالم لعام 1966 بين منتخبي إنجلترا ألمانيا الغربية، وكان له الدور البارز في حسم النهائي بفوز إنجلترا بعد أن أشار إلى الحكم الرئيسي بتجاوز الكرة خط المرمى.

## الدوريات
| الدرجات | الدوريات                           | الدوريات                           | الدوريات                           | الدوريات                           | الدوريات                           | الدوريات                           | الدوريات                           | الدوريات                           | الدوريات                           | الدوريات                           | الدوريات                           | الدوريات                           |
| 1       | دوري أذربيجان الممتاز 10 أنديَّة     | دوري أذربيجان الممتاز 10 أنديَّة     | دوري أذربيجان الممتاز 10 أنديَّة     | دوري أذربيجان الممتاز 10 أنديَّة     | دوري أذربيجان الممتاز 10 أنديَّة     | دوري أذربيجان الممتاز 10 أنديَّة     | دوري أذربيجان الممتاز 10 أنديَّة     | دوري أذربيجان الممتاز 10 أنديَّة     | دوري أذربيجان الممتاز 10 أنديَّة     | دوري أذربيجان الممتاز 10 أنديَّة     | دوري أذربيجان الممتاز 10 أنديَّة     | دوري أذربيجان الممتاز 10 أنديَّة     |
|         | ↓↑ 1 club                          |                                    |                                    |                                    |                                    |                                    |                                    |                                    |                                    |                                    |                                    |                                    |
| 2       | دوري الدرجة الأولى الأذري 16 ناديًّا | دوري الدرجة الأولى الأذري 16 ناديًّا | دوري الدرجة الأولى الأذري 16 ناديًّا | دوري الدرجة الأولى الأذري 16 ناديًّا | دوري الدرجة الأولى الأذري 16 ناديًّا | دوري الدرجة الأولى الأذري 16 ناديًّا | دوري الدرجة الأولى الأذري 16 ناديًّا | دوري الدرجة الأولى الأذري 16 ناديًّا | دوري الدرجة الأولى الأذري 16 ناديًّا | دوري الدرجة الأولى الأذري 16 ناديًّا | دوري الدرجة الأولى الأذري 16 ناديًّا | دوري الدرجة الأولى الأذري 16 ناديًّا |